# Robert Gray
Robert Gray (ur. 10 maja 1755 w Tiverton, zm. w lipcu 1806) – amerykański żeglarz i kupiec, badacz morskich szlaków handlowych wzdłuż pacyficznych wybrzeży Ameryki Północnej, pierwszy Amerykanin, który opłynął glob; eksplorator ujścia rzeki Kolumbia w 1792 roku.
Lata wczesnej młodości Graya nie są szerzej znane. Urodził się w miejscowości Tiverton w dzisiejszym stanie Rhode Island, a w wieku dwudziestu lat służył w Continental Navy utworzonej podczas amerykańskiej wojny o niepodległość. Po odbyciu dwóch podróży naokoło świata żeglował nadal jako dowódca statku handlowego na północnym Atlantyku. W tym też czasie odbył trzecią wyprawę do północno-zachodniego wybrzeża Ameryki, ale zakończyła się ona zagarnięciem jego statku przez francuskich korsarzy, bowiem trwała wówczas francusko-amerykańska Quasi-wojna; później, w czasie tego samego konfliktu, dowodził amerykańskim okrętem korsarskim. Gray zmarł w czasie rejsu w lecie 1806 roku w pobliżu Charleston, prawdopodobnie na żółtą febrę. Wiele punktów geograficznych na wybrzeżach stanów Oregon i Waszyngton, a także pewna liczba tamtejszych szkół, nosi jego imię. 

## Podróż na północny Pacyfik 1787-1790

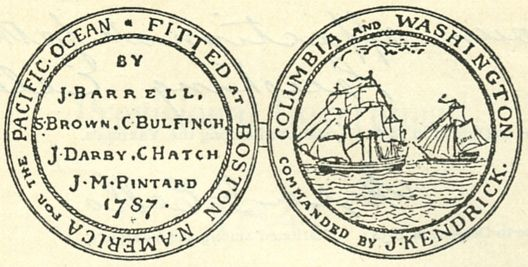
Medal wydany dla upamiętnienia podróży Graya i Kendricka

30 września 1787 roku Robert Gray i kapitan John Kendrick opuścili na pokładach dwóch statków Boston, a ich celem było otwarcie szlaku handlowego wzdłuż północno-zachodnich wybrzeży Ameryki Północnej. Wyprawa finansowana była przez kupców z Bostonu, głównie przez Charlesa Bulfincha. Bulfinch (znany architekt), który zapoznał się z raportem kapitana Jamesa Cooka, pragnął urzeczywistnić jego pomysł i odtworzyć handel futrami pomiędzy wybrzeżem północno-zachodnim a Chinami.  Próbowali dokonać tej sztuki inni żeglarze amerykańscy, ale nie byli w stanie znaleźć towarów, jakie mogłyby zainteresować Chińczyków. Żeglarze z Nowej Anglii mieli rozwiązać ten problem. Gray nie był pierwszym Amerykaninem, jaki zobaczył wybrzeża północno-zachodnie; zapewne rok wcześniej dotarł tam inny żeglarz, osiadły w Albany londyńczyk Simon Metcalfe.
Podczas podróży Kendricka i Graya w ładowniach statków znajdowały się towary na wymianę jak koce, noże, sztaby żelaza. Obaj kapitanowie mieli ze sobą listy polecające Kongresu i paszporty wydane przez legislaturę Massachusetts. Popłynęli na południe, okrążyli przylądek Horn na południowym krańcu Ameryki Południowej, wcześniej zatrzymując się na Wyspach Zielonego Przylądka i na Falklandach. W styczniu, po opłynięciu Hornu, statki rozdzielił silny sztorm, który uszkodził Columbia Rediviva, co zmusiło Kendricka do zawinięcia na wyspy Juan Fernández. Na jednej z wysp archipelagu znajdował się hiszpański port, gdzie Columbia przeszła niezbędny remont. Tymczasem Gray dotarł w sierpniu do celu podróży. Nieco wcześniej jego statek wszedł na mieliznę w ujściu rzeki na wysokości 46 równoleżnika. Nim udało się statek uwolnić i pożeglować dalej na północ doszło do starcia zbrojnego z Indianami, w którego trakcie Gray stracił jednego z członków załogi. Ostatecznie, 17 września 1788 roku, Lady Washington Graya dotarła do wyspy Vancouver.
Niedługo dołączyła Columbia i załogi obu statków zimowały na brzegach wąskiej cieśniny okalającej przylegającą do Vancouver wyspę Nootka. Były też świadkami tzw. kryzysu w cieśninie Nootka, do którego doszło latem 1789 roku. Oto w maju tego roku w okolicy pojawiły się okręty hiszpańskie, którymi dowodził Esteban José Martínez; zadaniem Martíneza było założenie osady i włączenie tych ziem do korony hiszpańskiej. Jednak wkrótce zjawiło się kilka jednostek brytyjskich i rychło doszło do konfliktu, który omal nie doprowadził do wojny między obu krajami. Martínez zagarnął kilka jednostek brytyjskich, natomiast statki amerykańskie zostawił w spokoju (zatrzymał jedynie przybyły później Fair American), a jesienią kryzys został zażegnany podpisaniem wstępnego porozumienia stron.

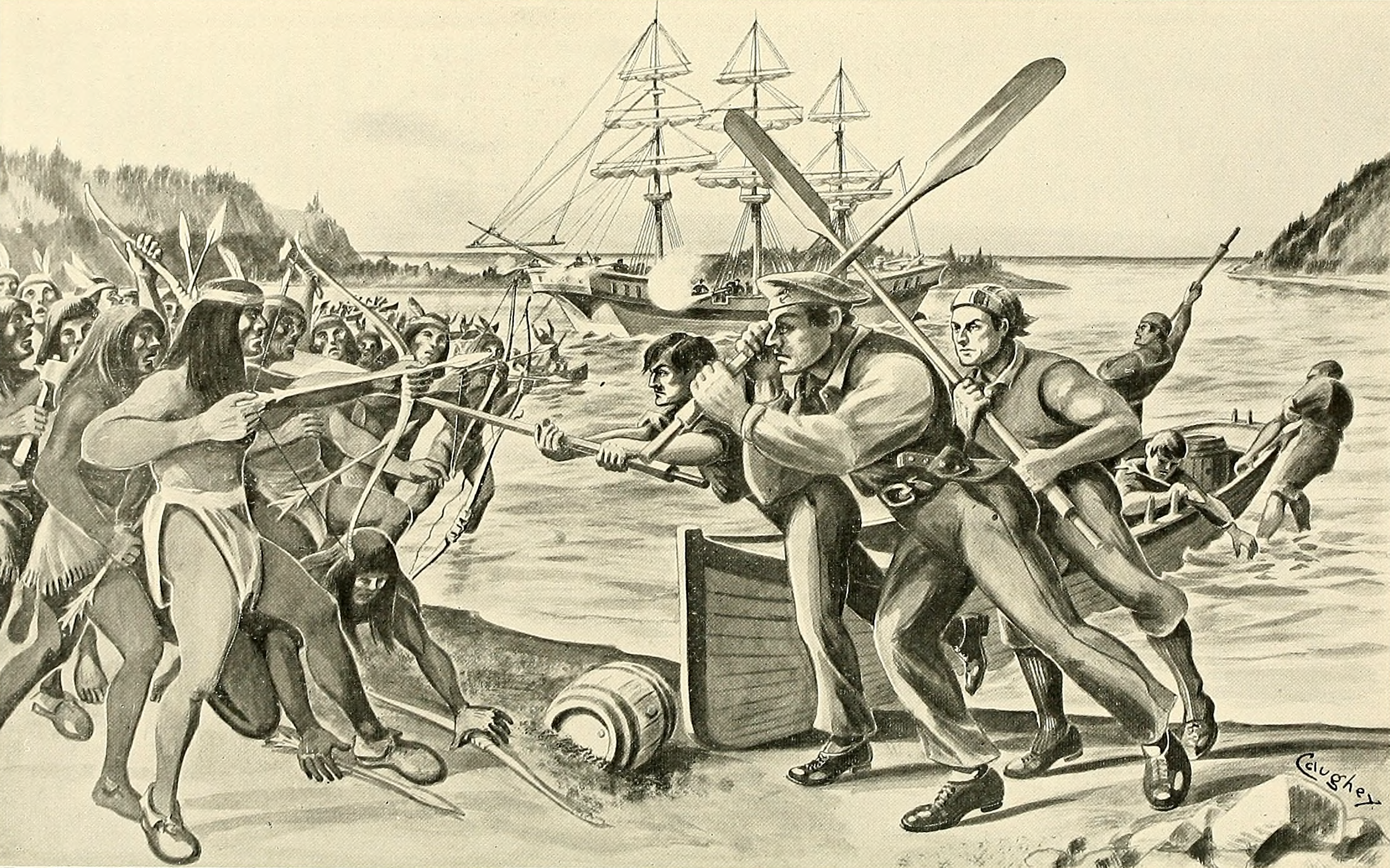
Załoga Graya w walce z Indianami

Prowadząc handel wymienny wzdłuż dzisiejszej Kolumbii Brytyjskiej i stanów Waszyngton, Oregon i Kalifornia, obaj amerykańscy podróżnicy przebadali dokładnie wody przybrzeżne. W roku 1788 Gray spotkał się z angielskim kapitanem Johnem Maeresem, który, na opublikowanych po powrocie do Anglii mapach, przedstawił m.in. wyimaginowaną podróż Graya po wodach nieistniejącego morza. W roku 1792 George Vancouver pytał Graya o tę podróż, ale ten oświadczył, że nigdy takiej nie odbył.
W roku 1788 Gray próbował wpłynąć w ujście wielkiej rzeki, lecz nie był w stanie tego dokonać ze względu na siłę odpływu. Rzeką tą była Kolumbia. Gdy kapitanowie zaczynali swą podróż Gray dowodził slupem Lady Washington, zaś Kendrick Columbia Rediviva, ale w czasie rejsu zamienili się rolami. Po zamianie Kendrick został u wybrzeży północnoamerykańskich skupując skóry i futra, podczas gdy Gray pożeglował z ładunkiem skór do Chin, zatrzymując się po drodze na wyspach Sandwich. Gray zakotwiczył na redzie Kantonu na początku 1790 i wymienił swój towar na spory ładunek herbaty. Stamtąd popłynął na południe i zachód, przez Ocean Indyjski, opłynął Przylądek Dobrej Nadziei, a 9 sierpnia zjawił się w Bostonie. Tym samym Columbia stała się pierwszą amerykańską jednostką, która dokonała opłynięcia globu, pokonując dystans 49 000 mil. Wprawdzie z handlowego punktu widzenia rejs okazał się niezbyt opłacalny, Graya i jego załogę powitano triumfalną paradą ulicami miasta, a gubernator John Hancock wydał z tej okazji uroczyste przyjęcie.
Sukces Graya spowodował, że w zaledwie sześć tygodni po zawinięciu do Bostonu ponownie wysłano go na północny Pacyfik (drugim statkiem ekspedycji dowodził Joseph Inghraham). Za nim ruszyły inne statki z Nowej Anglii, a w roku 1801 między północno-zachodnim wybrzeżem Ameryki Północnej a Chinami krążyło już szesnaście amerykańskich statków. Obecność Amerykanów na Pacyfiku zachwiała pozycją innych krajów, zwłaszcza Hiszpanii i Rosji, które zgłaszały prawa własności do „niczyich” ziem, a w niedalekiej przyszłości miała posłużyć jako dodatkowy argument w drodze do pozyskania przez USA Oregonu i ograniczyć pretensje terytorialne tych krajów do Kalifornii i Alaski.

## Druga wyprawa na Pacyfik, 1790-1793

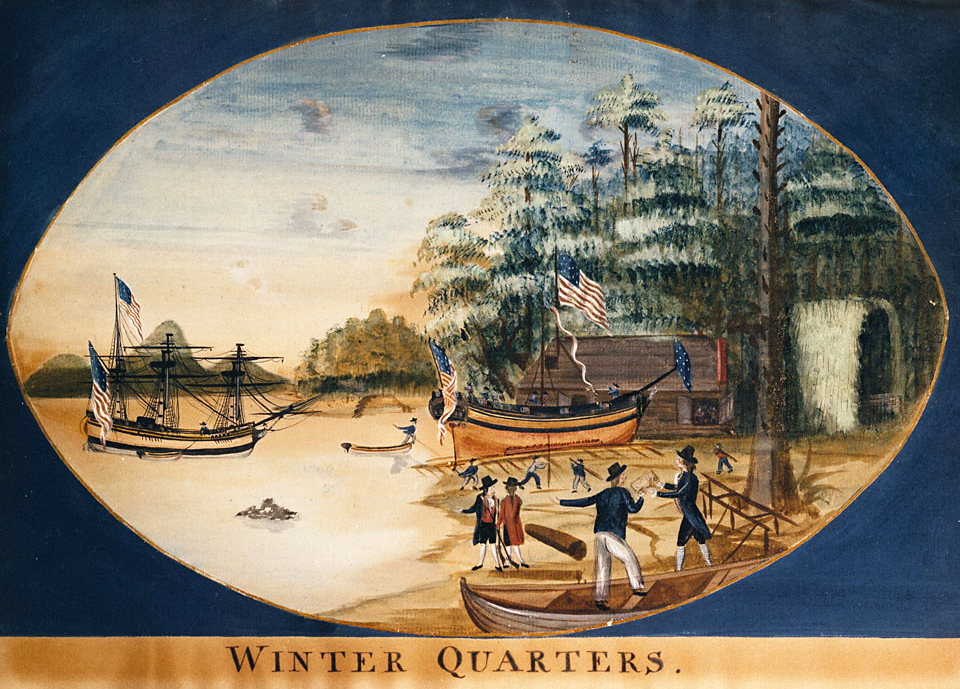
Zimowisko Graya w Adventure Cove, ryc. George’a Davidsona

Columbia postawiła żagle 28 września 1790 roku. Tym razem Gray, choć nadal dowódca statku handlowego, żeglował z patentem wydanym przez rząd Stanów Zjednoczonych i podpisanym przez prezydenta George’a Washingtona.  Gray dotarł do Nootki 5 czerwca 1791 roku, a zimował za palisadą wzniesionego w tym celu Fortu Defiance.  Zimą załoga zbudowała 45-tonowy slup Adventure, który zwodowano wiosną, a dowódcą został zastępca Graya, Robert Haswell. Nowy statek pożeglował na północ docierając do Wysp Królowej Charlotty. Tymczasem Gray na Columbii popłynął na południe, przezimował na wyspie Vancouver, a w kwietniu 1792 roku założył tam faktorię handlową Clayoquot. 
Przed opuszczeniem Nootki Gray nakazał zniszczenie należącej do plemienia Nuu-chah-nulth wioski Opitsaht. Atak był odwetem za rzekome pogróżki ze strony krajowców i odpowiedzią na spisek, jaki mieli zawiązać tubylcy w porozumieniu z Hawajczykiem, członkiem załogi Graya. Do dziś nie wiadomo czy spisek rzeczywiście miał miejsce, czy też doszło do zwykłego nieporozumienia. Składająca się z mniej więcej dwustu domostw wioska Opitsaht została puszczona z dymem, lecz obyło się bez ofiar, bo zabudowania były opuszczone. Oficer John Boit, który prowadził własny dziennik pokładowy, napisał, że Graya poniosło. W roku 2005 potomkowie Graya oficjalnie przeprosili za zniszczenie Opitsaht. 
Nie był to jedyny atak Graya w roku 1792. W maju kazał napaść na wioskę Chicklisaht, również należącą do ludu Nuu-chah-nulth, gdzie zabito siedmiu Indian i zrabowano zapas skór wydr morskich. Mieszkańcy zabrali swych rannych do hiszpańskiego fortu na wyspie Nootka i domagali się od miejscowego komendanta ukarania Graya. Do ataku tego doszło po załamaniu się negocjacji handlowych (w końcu lat osiemdziesiątych XVIII wieku ceny skór wydr morskich gwałtownie wzrosły), a Gray należał do tych kapitanów, którzy chętnie używali siły: nieco później otworzył ogień do grupy Czinuków zabijając dwudziestu z nich. Jeszcze później, w Clayoquot Sound, Gray zabił lub ranił 25 krajowców, którzy podpłynęli do jego statku nocą w wojennych canoe. Pod koniec roku walczył z plemieniem Kwakwalów.
Podczas tego rejsu na pokładzie Columbia Rediviva Gray odnotował silne zamulenie wód i postanowił sprawdzić, czy nie jest to przypadkiem ujście poszukiwanej „Wielkiej Rzeki Zachodu”. 29 kwietnia, gdy oczekiwał na zmianę pogody, co umożliwiłoby mu podjęcie eksploracji, dostrzegł w pobliżu inny statek. Okazało się, że jest to brytyjski HMS Discovery, dowodzony przez kapitana George’a Vancouvera. Obaj kapitanowie wymienili się doświadczeniami: Gray powiedział Vancouverowi o wielkiej rzece, w której ujście próbował bezskutecznie wpłynąć w roku 1788, ale Vancouver wątpił w istnienie wielkiej rzeki na tej wysokości geograficznej. W tej sytuacji Gray podążył dalej na południe, opuściwszy 30 kwietnia 1792 roku cieśninę Juan de Fuca, i zajął się dalszym pozyskiwaniem drogocennych skór. 7 maja Columbia wpłynęła do Zatoki Graya, w dzisiejszym stanie Waszyngton (Gray nadał jej wprawdzie nazwę Bullfinch Harbor, ale przyjęła się nazwa nadana nieco później przez Vancouvera).

### Odkrycie rzeki Kolumbia

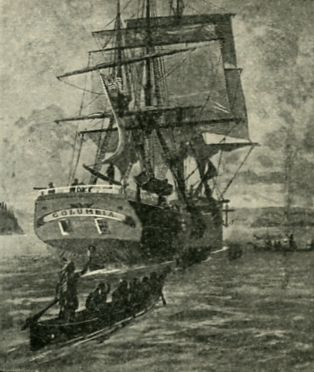
Statek Graya na wodach Kolumbii

Opuściwszy zatokę Gray pożeglował dalej na południe i wkrótce, pod wieczór 11 maja, jedna z jego łodzi wiosłowo-żaglowych odkryła szeroki kanał, który prowadził wprost do ujścia wielkiej rzeki. Marynarze wrócili z dobrą wieścią, więc Gray kazał postawić żagle i wpłynął w ujście, nadając rzece imię swego statku.
Przez dziewięć dni Columbia płynęła pod prąd pokonując dystans około 20 km. Wszędzie napotykano Indian i prowadzono wymianę handlową, oferując za skóry, mięso zwierząt, ryby i futra gwoździe (nic więcej do wymiany na statku już nie pozostało). Najdalszym punktem, do którego dotarł Gray, było ujście rzeki, którą później William Broughton, zastępca Vancouvera, penetrujący nurt Kolumbii w październiku 1792 nazwał jego imieniem. Robert Gray sporządził mapę ujścia Kolumbii, a kopię przekazał Vancouverowi. 
Sukces Graya, jakim była eksploracja estuarium Kolumbii, posłużył później Stanom Zjednoczonym jako argument w sporze o przynależność Kraju Oregon. 20 maja Gray opuścił ujście rzeki, pożeglował na północ, by spotkać się z Adventure z zamiarem ponownego udania się na zachód, do Chin.

### Nootka raz jeszcze
22 lipca 1792 roku Columbia wpłynęła na wody cieśniny Nootka, a towarzyszył jej bryg Hope dowodzony przez Ingrahama. Komendantem hiszpańskiego fortu i osady był w tym czasie Juan Francisco de la Bodega y Quadra. Bodega oczekiwał przybycia George’a Vancouvera, z którym miał zawrzeć porozumienie co do przynależności terytorium. Początkowo zamierzał przekazać hiszpańską osadę Vancouverowi, ale później zmienił zdanie. Zorientował się mianowicie, że John Meares oszukiwał Hiszpanów: nie tylko wyolbrzymiał straty poniesione na skutek kryzysu, lecz nadto bezprawnie posługiwał się portugalską banderą. Gdy na wody Nootka Sound przybyli Gray i Ingraham, Vancouver był jeszcze daleko. Bodega wykorzystał tę okoliczność, by zapytać Amerykanów co wiedzą o wydarzeniach roku 1789. Ingraham odpowiedział na list Bodegi tak: „Znam szczegóły kryzysu; zgodnie z życzeniem kapitana Graya wyjaśnię je, a on też się pod tym podpisze”.

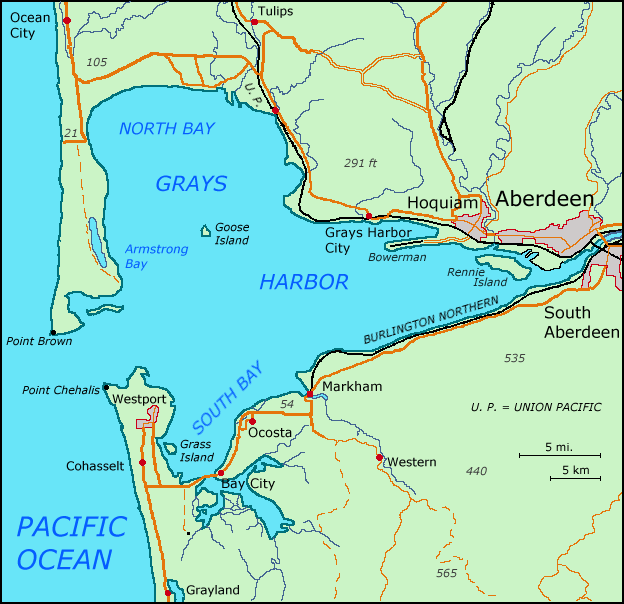
Mapa Zatoki Graya

Według Ingrahama i Graya, Meares opisując wydarzenia 1789 roku wielokrotnie posłużył się oszustwem. Portugalskie statki, pisał Ingraham, były w rzeczywistości jednostkami brytyjskimi udającymi portugalskie. „Dom”, jaki Meares miał rzekomo wybudować nad cieśniną Nootka, i który wymieniał jako jedno z głównych roszczeń, był w rzeczywistości „prymitywnym szałasem”, skleconym i zburzonym w roku 1788. W roku 1789, gdy zjawili się Hiszpanie, „nie było nawet śladu żadnego domu” (zawarte wówczas wstępne porozumienie stanowiło, że Hiszpanie zajęli budynki, które winny być zwrócone Brytyjczykom). Ingraham pisał ponadto, że Meares nie kupił żadnych ziem od Maquinny, wodza plemienia Nuu-chah-nulth, a o aresztowaniu brytyjskiego kapitana Jamesa Colnetta przez Martíneza Ingraham i Gray stwierdzili, że Colnett obrażał, wyzywał i groził Martínezowi mieczem, co – ich zdaniem – usprawiedliwiało aresztowanie. List kończyło zapewnienie o przyjaznym nastawieniu Amerykanów, którzy nie byli w tym przypadku bezstronni; Stany Zjednoczone zaledwie przed kilku laty walczyły z Wielką Brytanią o niepodległość, a obecnie współzawodniczyły z Brytyjczykami w pozyskiwaniu futer na północno-zachodnim wybrzeżu. Wspieranie Hiszpanów leżało w ich interesie.
Bodegę ucieszyły zeznania Ingrahama i Graya. Po przybyciu Vancouvera wykorzystał je w negocjacjach. Gdyby nie list Ingrahama i Graya oraz spóźnienie Vancouvera, Bodega prawdopodobnie przekazałby osiedle na wyspie Nootka Brytyjczykom. Teraz zaoferował im jedynie małą zatoczkę, gdzie Meares w roku 1788 zbudował swój szałas. Vancouver nie mógł przystać na takie warunki. Ostatecznie obaj zdecydowali przekazać sprawę do rozstrzygnięcia rządom swych krajów. W rezultacie osiedle przez kilka lat znajdowało się w rękach Hiszpanów, aż do zawarcia kolejnego porozumienia, którego skutkiem oba kraje postanowiły opuścić to miejsce.
Podczas pobytu Graya na wyspie Nootka Bodega oddał mu do zamieszkania niewielki dom położony obok jego własnego, a ponadto polecił hiszpańskim rzemieślnikom wyremontować Columbię. Amerykanie codziennie otrzymywali od Hiszpanów – aż do opuszczenia wyspy – świeże warzywa i gorący chleb, a tuż przed odpłynięciem statki Graya i Ingraham zostały zaopatrzone w żywność: łososie, wieprzowinę, jaja, masło, chleb, wino, brandy, jak również duże ilości kapusty i sałaty. Bodega nie chciał przyjąć zapłaty. Ingraham pisał w swym dzienniku: „Zważywszy na część świata, w jakiej znajdowaliśmy się, był to moim zdaniem wyjątkowy dar. Nie było dnia, by którykolwiek ze statków – bez względu na przynależność – nie odczuł gościnności don Juana”.
We wrześniu większość statków, w tym także Columbia, opuściła Nootkę. Bodega, który również odpłynął, odkupił od Graya slup Adventure. Gray pożeglował do miejsca zwanego Port San Juan (obecnie Port Renfrew w Kolumbii Brytyjskiej), a 2 października ruszył na zachód. 29 października był na Hawajach, a 8 grudnia zawinął do Makau, gdzie zakupił ładunek herbaty i ruszył w kierunku Atlantyku. Do Bostonu dotarł w lipcu 1793 roku powtórnie okrążywszy kulę ziemską.

## Dalsze losy
3 lutego 1794 roku Gray pojął za żonę Marthę Atkins. Mieli pięcioro dzieci.
10 września 1798 roku Gray wypłynął z Salem na pokładzie barku Alert z zamiarem ponownego dotarcia do północno-zachodniego wybrzeża Ameryki, nabycia tam futer i sprzedania ich w Chinach. Tym razem jednak podróż zakończyła się na południowym Atlantyku, gdzie statek Graya został 17 listopada zaatakowany i zdobyty przez francuski okręt korsarski La Republicaine. Alert został odprowadzony do hiszpańskiego portu Montevideo nad Río de la Plata i sprzedany jako pryz. Gray wrócił do Stanów Zjednoczonych, a w 1799 roku został dowódcą korsarskiego okrętu Lucy.
21 listopada 1800 roku Gray wypłynął z Bostonu na pokładzie szkunera James z ładunkiem żelaza w sztabach, pożeglował do Rio de Janeiro, gdzie dotarł 18 kwietnia 1801. odbył jeszcze kilka rejsów do Anglii i południowych stanów USA. Zmarł w morzu na wysokości Charlestonu. Przyczyną śmierci była, jak się przypuszcza, żółta febra. Zostawił żonę i cztery córki, które później wystąpiły z petycją do Kongresu Stanów Zjednoczonych o przyznanie renty rządowej w uznaniu jego zasług w eksploracji wybrzeży Pacyfiku oraz udziału w zmagania wojny o niepodległość USA.
Podróże Graya, a zwłaszcza dwukrotne opłynięcie globu, zainspirowały innych amerykańskich żeglarzy do podejmowania oceanicznych wypraw. Jak wskazano wyżej odkrycie przezeń ujścia Kolumbii stało się podstawą dla Stanów Zjednoczonych do stanięcia w szranki w międzynarodowym sporze o Kraj Oregonu i spowodowało wysłanie w roku 1804 wyprawy lądowej prowadzonej przez Meriwethera Lewisa i Williama Clarka ku wybrzeżom Pacyfiku. Prowadzony przezeń z powodzeniem handel skórami z Chinami zachęcił Johna Jacoba Astora do wysłania ekspedycji (1810-1811) i założenia faktorii, na której miejscu znajduje się miasto Astoria.